# (7099) Feuerbach
(7099) Feuerbach ist ein Asteroid des äußeren Hauptgürtels, der am 20. April 1996 vom belgischen Astronomen Eric Walter Elst am La-Silla-Observatorium (IAU-Code 809) der Europäischen Südsternwarte (ESO) in Chile entdeckt wurde.
Der Himmelskörper gehört zur Themis-Familie, einer Gruppe von Asteroiden, die nach (24) Themis benannt wurde.
Der Asteroid wurde nach dem deutschen Philosophen und Anthropologen Ludwig Feuerbach (1683–1757) benannt, dessen Religions- und Idealismuskritik bedeutenden Einfluss auf die Bewegung des Vormärz hatte. Er formulierte einen Erkenntnisstandpunkt, der für die modernen Humanwissenschaften, wie zum Beispiel die Psychologie und Ethnologie, grundlegend geworden ist.